# Tanulási nehézség
A tanulási nehézség (más néven: gyengeség) egy gyógypedagógiai fogalom, amely a tanulási korlátok rendszerebe tartozik  a tanulási zavar és a tanulási akadályozottság mellett. Jellemzője, hogy több képességterületet érintő, átmeneti probléma, mely a kultúrtechnikák nehezített megtanulásában jelentkezik. 

## Meghatározása
A tanulási akadályozottság, a tanulási zavar és a tanulási nehézség együttesen alkotják a tanulási korlátok körét. Közülük legkevésbé súlyos a tanulási nehézség, amely általában csak egyes iskolai helyzeteket érint, átmeneti jelleggel. Tanulási gyengeségből soha nem alakulhat ki tanulási zavar, mert az utóbbi kialakulása korai eredetű neuropszichológiai okokkal magyarázható. A gyűjtőfogalmak az 1990-es évek végétől terjedtek el a hazai gyógypedagógiai szakirodalomban, alapul véve a német nyelvterületen használatos meghatározásokat.

## Okok
A tanulási nehézség kialakulásának hátterében a gyermek környezetéből származó okok állnak. Például:
- hátrányos helyzet
- hosszabban elhúzódó betegség
- családi problémák
- gyakori iskolaváltás.

## Tünetek
Bármely intelligenciaszint mellett megjelenhet. A kultúrtechnikák nehezített megtanulása következtében egyes tantárgyakban eredménytelenség mutatkozik és ez hatással van a szociális viselkedésre is. A tünetek az iskoláskor során jelentkezhetnek először.

## Diagnosztizálás
A tanulási nehézség megállapítását szakemberek végzik: orvosok, gyógypedagógusok, pszichológusok; megfigyeléseikkel segítenek például a gyermeket nevelő tanítók, tanárok, családgondozók, vagyis mindazok, akik a gyermek adott élethelyzetében szakmai felkészültségük folytán segíteni tudnak a tanulási nehézséggel összefüggő probléma megoldásában. A gyermek egész későbbi élete szempontjából meghatározóan fontos, hogy iskolai eredményeit hogyan véleményezik, milyen döntéseket hoznak iskoláztatásával kapcsolatban.
Az orvos, a pszichológus és a gyógypedagógus együttműködve egy komplex diagnózist állít fel.
- Az orvos az idegrendszeri sérülések lehetőségét, emellett a szerveket és azok működését is megvizsgálja.
- A pszichológus feladata az értelmi képesség meghatározása intelligencia teszttel.
- A gyógypedagógus a pedagógiai diagnosztikát végzi el, amely során megfigyeli, hogy a gyermek mennyire tanítható.

## Megsegítés
A tanulási nehézséget mutató gyermekek megsegítésénél fontos, hogy a pedagógus biztosítsa a köznevelési törvények által lehetővé tett kedvezményeket. Emellett igazítsa a gyermek tanulási képességeihez a tanítási módszereket, vagyis alkalmazza a differenciálás eszközét. Ezeken kívül még az is lényeges, hogy a pedagógus figyelemmel kísérje a diák tanulási teljesítményét. Ezek mellett előnyös a motiváció felkeltése, a szülők és osztálytársak együttműködése, illetve az egészségügyi és szociális támogatás.
Tehát a tanulási nehézség többnyire a „normál” pedagógia eszközeivel is megszüntethető (korrepetálás, differenciált fejlesztés, a tanuló fokozott segítése).
Tanulási nehézség esetén fejlesztő pedagógiai megsegítést javasol a Szakértői Bizottság. A  gyermek a szakvélemény alapján sajátos nevelési igényűvé válik (SNI).
A gyermekek fejlesztése a fejlesztő pedagógus kompetenciájába tartozik, de gyógypedagógus is végezheti, hiszen a gyógypedagógus egyben fejlesztő pedagógus is. Ha a probléma súlyosabb, tehát pszichés zavar áll fenn, akkor pszichológiai megsegítés is javasolt.
Minél korábbi időben történik a fejlesztés, annál jobb a prognózis, vagyis javuló tanulási eredményeket produkál a gyermek.